# Skupina dubů letních v Satalické bažantnici
Skupina dubů letních v Satalické bažantnici je skupina dvou památných dubů letních v pražské městské části Satalice, v Satalické bažantnici. Jako památné byly stromy vyhlášeny 17. října 2007. Obvody kmenů jsou 502 a 327 cm. Silnější z obou dubů má krátký kmen, který se brzy dělí na tři hlavní větve. Od roku 2008 má v koruně bezpečnostní vazbu. Druhý dub má rovný dlouhý kmen s kulovou bohatě větvenou korunou. Jde o nejstarší a nejmohutnější stromy celé bažantnice. Jejich stáří se odhaduje na cca 200 let. Jejich zdravotní stav je dobrý.

## Památné stromy v okolí
- Dub letní čtyřkmen v Satalické bažantnici
- Linda v poli u Satalic - památný topol bílý
- Památné lípy v Satalicích

## Turismus
Okolo dubů vede turistická značená trasa  6107 vedená ze Satalic přes Vinoř a Ctěnice do Miškovic.